# Elbe (Washington)
Elbe az Amerikai Egyesült Államok északnyugati részén, Washington állam Pierce megyéjében elhelyezkedő statisztikai település. A 2010. évi népszámlálási adatok alapján 29 lakosa van.
A település eredetileg a Brown’s Junction nevet viselte, azonban a posta rövidebb elnevezést szeretett volna. Henry C. Lutkens telepes az Elba térségéből érkezett, így a település a folyó német nevét vette fel.

## Éghajlat
| Hónap                         | Jan.  | Feb.  | Már.  | Ápr. | Máj. | Jún. | Júl. | Aug. | Szep. | Okt. | Nov.  | Dec.  | Év    |
| ----------------------------- | ----- | ----- | ----- | ---- | ---- | ---- | ---- | ---- | ----- | ---- | ----- | ----- | ----- |
| Rekord max. hőmérséklet (°C)  | 20,0  | 25,6  | 24,4  | 32,2 | 39,4 | 37,8 | 38,9 | 40,0 | 42,2  | 37,2 | 25,0  | 18,3  | 42,2  |
| Átlagos max. hőmérséklet (°C) | 7,2   | 9,4   | 11,7  | 14,4 | 18,3 | 21,1 | 25,0 | 25,0 | 22,2  | 16,1 | 9,4   | 6,1   | 15,5  |
| Átlagos min. hőmérséklet (°C) | 0,0   | −0,6  | 1,1   | 2,8  | 5,6  | 7,8  | 9,4  | 8,9  | 6,7   | 3,3  | 1,1   | −0,6  | 3,8   |
| Rekord min. hőmérséklet (°C)  | −15,6 | −16,7 | −11,7 | −7,8 | −2,2 | −2,2 | 2,2  | 1,1  | −2,8  | −8,3 | −14,4 | −18,9 | −18,9 |
| Átl. csapadékmennyiség (mm)   | 239   | 184   | 178   | 144  | 105  | 79   | 28   | 30   | 76    | 140  | 271   | 234   | 1708  |
| Forrás: The Weather Channel   |       |       |       |      |      |      |      |      |       |      |       |       |       |

## Népesség
A település népességének változása:
| Lakosok száma | 21   | 29   | 39   |
|               | 2000 | 2010 | 2020 |

## Fordítás
- Ez a szócikk részben vagy egészben  az   Elbe, Washington című angol Wikipédia-szócikk ezen változatának fordításán alapul.  Az eredeti cikk szerkesztőit annak laptörténete sorolja fel. Ez a jelzés csupán a megfogalmazás eredetét és a szerzői jogokat jelzi, nem szolgál a cikkben szereplő információk forrásmegjelöléseként.